# 华觿茅
华觿茅（学名：Dimeria sinensis）为禾本科觿茅属下的一个种。其种加词“sinensis”意为“中华的”。
现接受名为Dimeria kurzii Hook.f., 1896。